# Kun Béla (jogász, 1861–1934)
Kozmai Kun Béla, 1862-ig Kohn (Sátoraljaújhely, 1861. április 25. – Budapest, Erzsébetváros, 1934. szeptember 19.) jogász, jogi író, igazságügyi államtitkár.

## Életútja
Kun (Kohn) Frigyes birtokos és Szöllösy (Weinberger) Ottília fiaként született. Miután elvégezte az egyetemet, a közigazgatásban helyezkedett el. Ezután ügyvédjelölt volt a fővárosban. 1885-ben került az igazságügyminisztériumhoz, majd 1908-tól miniszteri tanácsosi rangban szolgált. A fiatalkorúak büntetőjogával foglalkozott. 1885. április 18-án kikeresztelkedett a római katolikus vallásra. Halálát agyvérzés és szívizom-elfajulás okozta.

## Családja
Felesége küllei Rhorer Anna volt. 
Gyermekei
- Kun Anna Margit Mária (1892–?). Férje Mikszáth Albert (1889–1921) földbirtokos, író, újságíró.
- Kun Ilona (1900–1966). Férje Sulyok-Schulek Béla Jenő (1892–?) mérnök.

## Fontosabb művei
- A fiatalkorúak kriminalitása elleni küzdelem (Láday Istvánnal, Budapest, 1905)
- La lutte contre la criminalité des mineurs en Hongrie (Láday Istvánnal, Budapest, 1905)
- A fiatalkorúak támogatására hivatott intézmények (Marschalkó Jánossal és Rottenbiller Fülöppel, Budapest, 1911)
- A fiatalkorúakra vonatkozó büntető jogszabályok (Angyal Pállal és Rottenbiller Fülöppel, Budapest, 1911)